# Ciclobuteno
Ciclobuteno é um cicloalceno com fórmula química C4H6 e Número CAS 822-35-5. É usado na indústria química como um monômero para a síntese de alguns polímeros e para um grande número de sínteses orgânicas.